# Avenida Bispo Medeiros
Die Avenida Bispo Medeiros ist eine der Hauptstraßen im Zentrum der osttimoresischen Landeshauptstadt Dili.

## Benennung

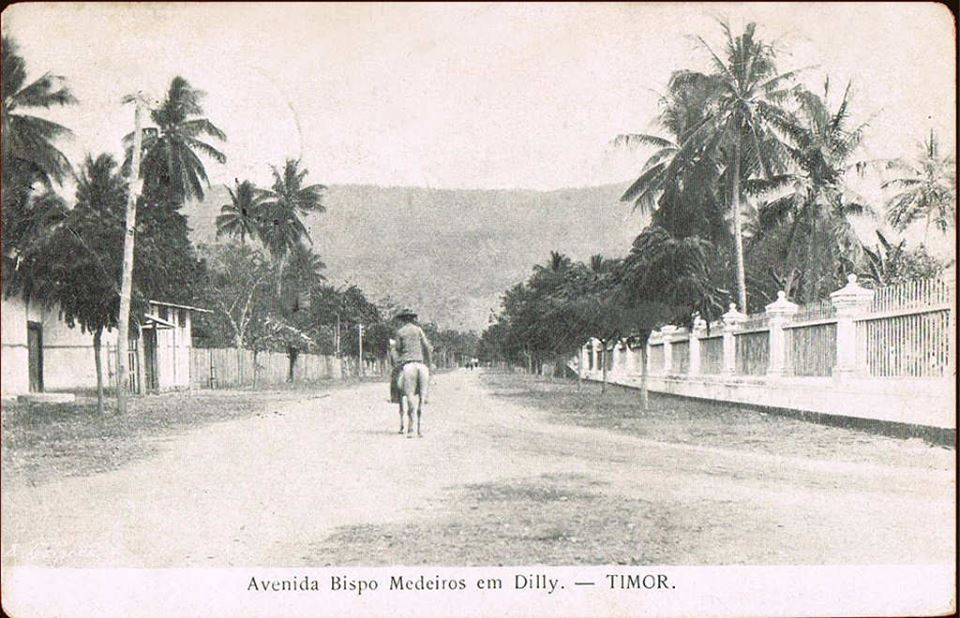
Avenida Bispo Medeiros nach 1900

Die Avenida ist nach dem römisch-katholischen Bischof António Joaquim de Medeiros (1846–1897) benannt, der die Missionierung Portugiesisch-Timors im 19. Jahrhundert vorantrieb. Ab 1877 war er Superior der Kirche und Generalvikar und ab 1884 Bischof von Macau. 1897 verstarb er in Portugiesisch-Timor.

## Verlauf

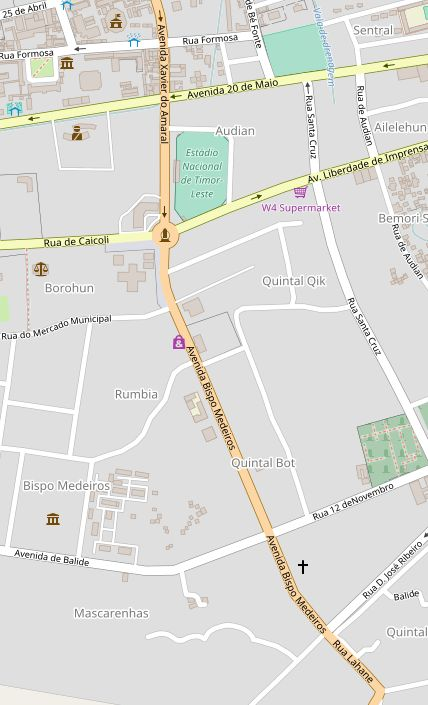
Straßenkarte

Die Avenida bildet die Grenze zwischen den Verwaltungsämtern Vera Cruz im Westen, mit den Sucos Caicoli und Mascarenhas, und Nain Feto im Osten, mit dem Suco Santa Cruz. Der Südteil führt durch den Stadtteil Balide.
Ursprünglich reichte die Avenida Bispo Medeiros noch bis an die Bucht von Dili, doch 2015 wurde der nördliche Teil in die Avenida Xavier do Amaral umbenannt.
Nun beginnt die Avenida Bispo Medeiros am Kreisverkehr beim Mercado Municipal, das heute als Messezentrum von Dili liegt. Von Osten her kommt die Avenida da Liberdade de Imprensa, von Westen die Rua de Caicoli. Wo die Rua do Mercado Municipal nach Westen abzweigt, liegt auf der Ostseite das 2010 mit koreanischer Hilfe erbaute Zentralpostamt Dilis und daneben das Hauptquartier der Militärpolizei. Gegenüber erhebt sich das Indonesische Kulturzentrum (Pusat Budaya Indonesia). Auf der Westseite folgt die Universidade de Díli (UNDIL) und die Koreanische Schule (Escola Lian Korea), an der mehrere hundert osttimoresische Gastarbeiter Sprachunterricht für ihre zukünftige Arbeit in Südkorea erhalten. Nach der Kreuzung mit der Avenida de Balide (Westen) und der Rua 12 de Novembro durchquert die Avenida Bispo Medeiros den Stadtteil Balide, vorbei an der Mariä-Empfängnis-Kirche von Balide, dem Colégio de São José und der Grundschule São Luís (Escola Primaria Katolica Balide). Ab der Rua Dom José Reibeiro führt nach Süden die Rua Lahane weiter in den gleichnamigen Stadtteil.

## Galerie

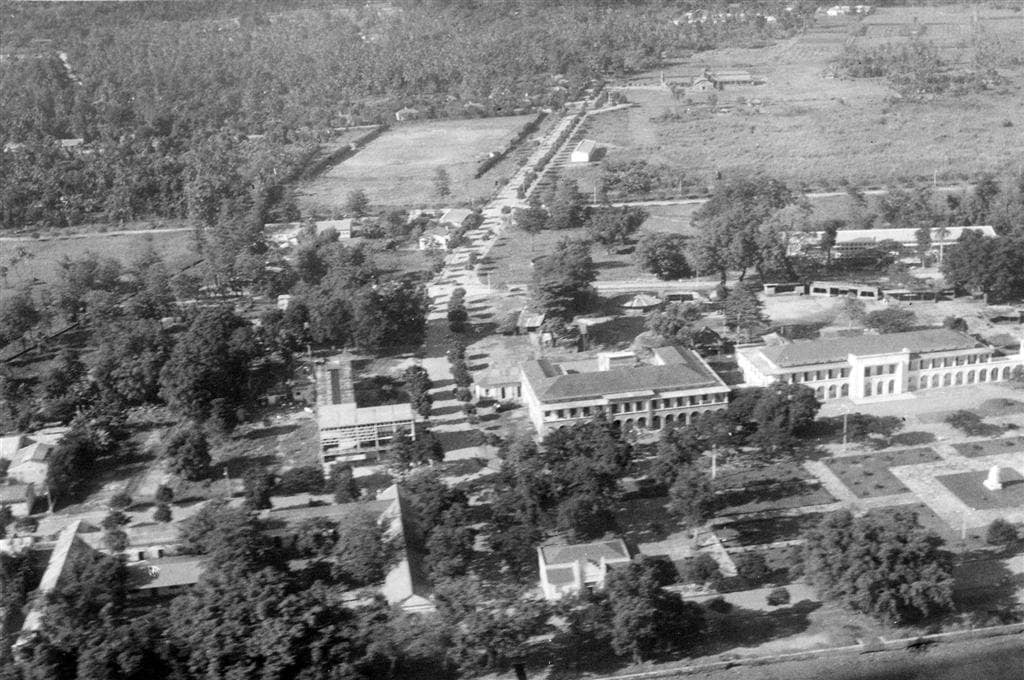
Die Av. Bispo Medeiros im Hintergrund (1960er Jahre)
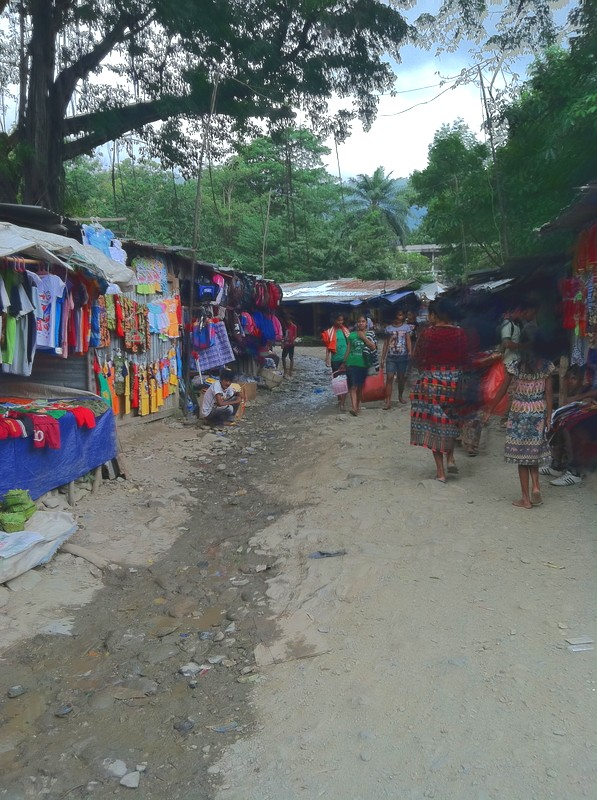
Markt an der Av. Bispo Medeiros
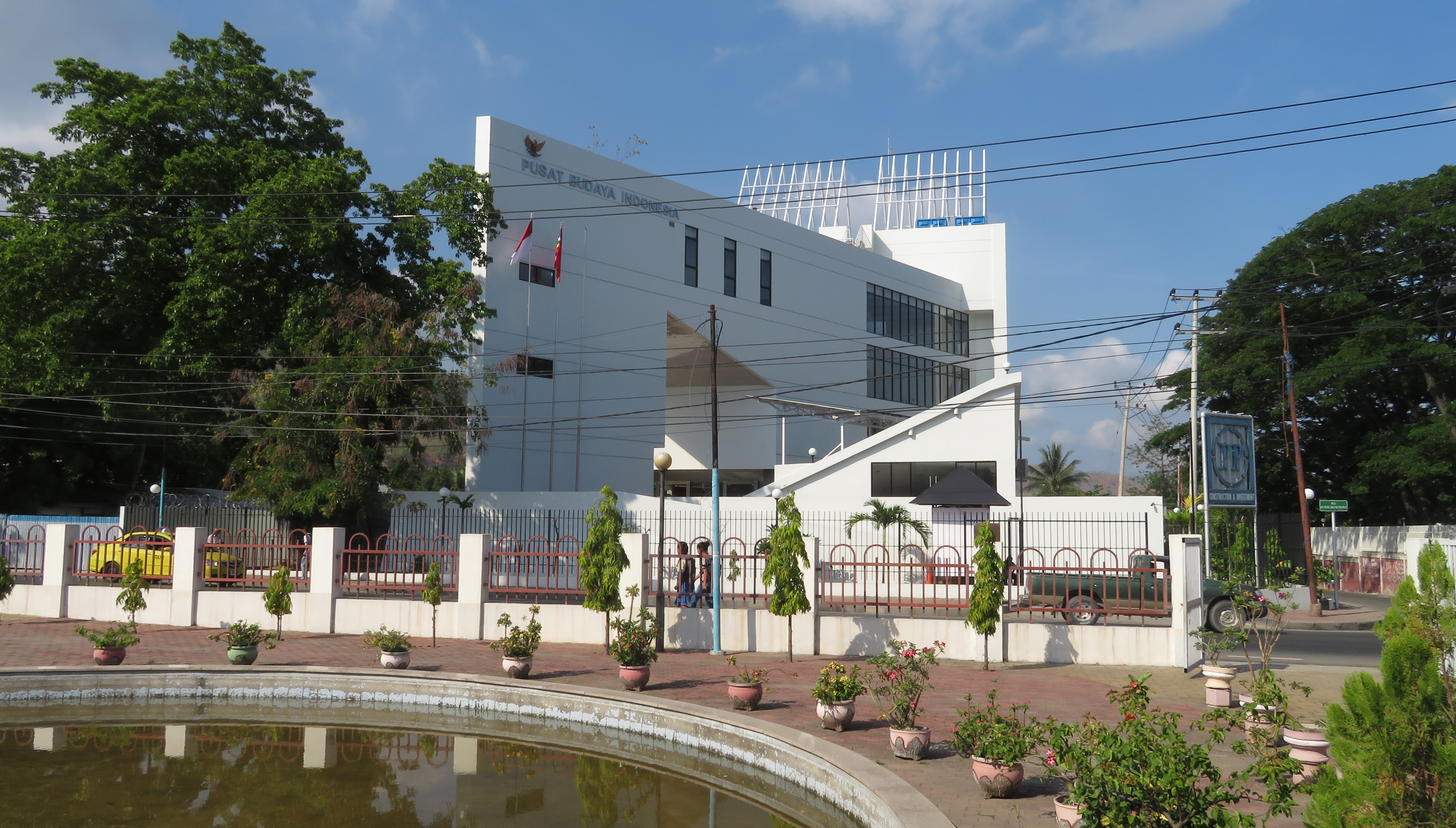
Indonesisches Kulturzentrum in Dili
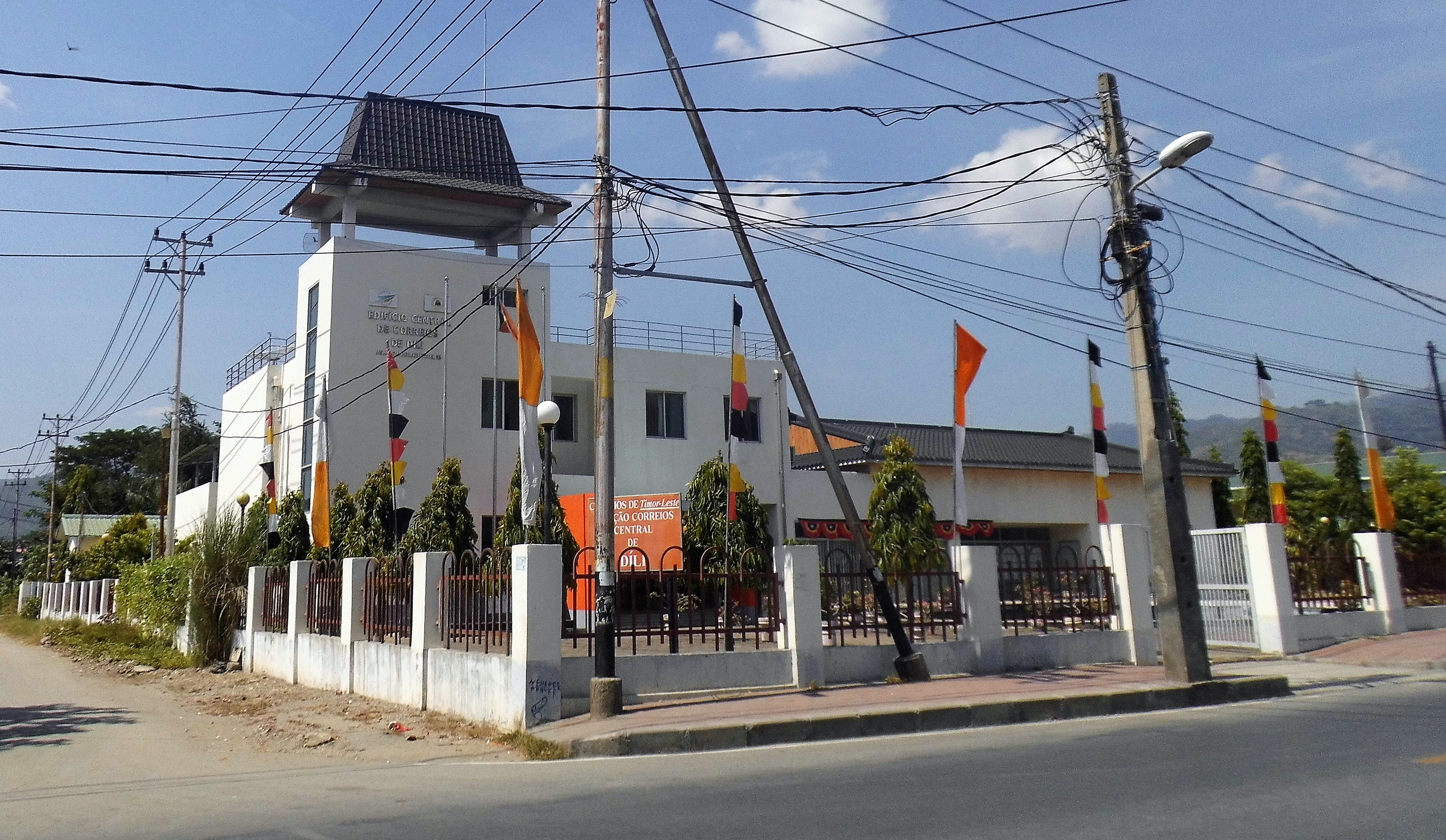
Zentralpostamt in Dili
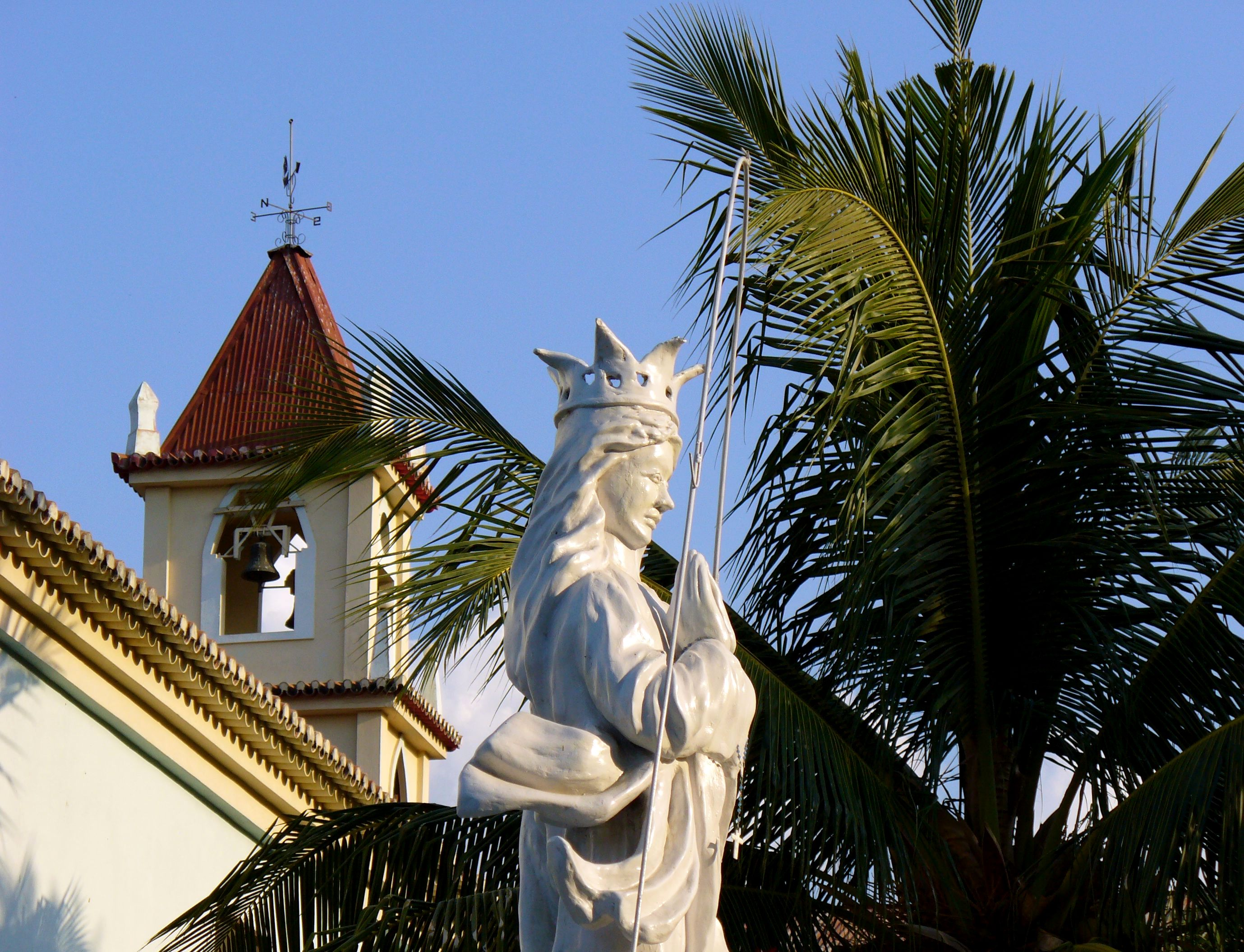
Die Kirche von Balide